# La Nouba
La Nouba is een show van Cirque du Soleil, gecreëerd door en in regie van Franco Dragone. Het is geen reizende voorstelling, maar wordt altijd opgevoerd in Walt Disney World Resort in Orlando, Florida.
De naam van de show is ontleend aan het Franse 'faire la nouba', wat 'feesten' betekent.
La Nouba vertelt het verhaal van twee groepen mensen: de Cirques (de circusmensen) en de Urbains (de stedelingen). Een hoofdrol speelt The Green Bird, een rare vogel die wanhopig graag wil vliegen. Ze kan het echter niet en ze blijft vastzitten in de wereld van de stedelingen. The Titan wordt neergezet als een onaardig figuur.